# Odontomachus erythrocephalus
Odontomachus erythrocephalus är en myrart som beskrevs av Carlo Emery 1890. Odontomachus erythrocephalus ingår i släktet Odontomachus och familjen myror. Inga underarter finns listade i Catalogue of Life.